# Śląski Okręg Wojskowy
Śląski Okręg Wojskowy (SOW) – terenowy organ wykonawczy Ministra Obrony Narodowej w sprawach operacyjno-obronnych i rządowej administracji niezespolonej (art. 14 Ustawy z 21 listopada 1967 o powszechnym obowiązku obrony Rzeczypospolitej Polskiej). Rozformowany z końcem 2011 − jego historię i tradycje przejęła 4 Regionalna Baza Logistyczna we Wrocławiu.

## Historia Okręgu
Śląski Okręg Wojskowy utworzono rozkazem Naczelnego Dowódcy Wojska Polskiego nr 0208/Org. z 22 sierpnia 1945. Na bazie dowództwa i sztabu rozformowanej 1 Armii Wojska Polskiego utworzono dowództwo Okręgu Wojskowego Śląsk z miejscem postoju w Katowicach. Obszar Okręgu Wojskowego Śląsk, obejmował ówczesne województwa: śląskie i wrocławskie. W strukturze organizacyjnej dowództwa OW Śląsk znajdowały się:
- dowództwo i sztab
- zarząd polityczno-wychowawczy
- dowództwa artylerii i broni pancernej
- wydziały: inżynieryjny, chemiczny, lotniczy, personalny (kadrowy), służby zdrowia i finansowy
- kwatermistrzostwo
- prokuratura i sąd wojskowy.

W chwili utworzenia okręgu na jego obszarze były rozlokowane: 2, 6, 8 i 10 Dywizja Piechoty. W okresie sierpień-wrzesień 1945 dokonano zmiany dyslokacji wielu jednostek wojskowych. Poza granicami okręgu znalazły się: 2, 6 i 8 Dywizje Piechoty, przeniesione do Okręgów Wojskowych Kraków i Łódź, z innych zaś okręgów przybyły: 7, 11 i 13 Dywizje Piechoty.
22 października 1945 stan etatowy Okręgu Wojskowego Śląsk wynosił 42 291 żołnierzy. W tym okresie Okręg przejął dowodzenie podległymi jednostkami oraz zaopatrzenie i organizację wojskowej administracji. Jednocześnie sztab okręgu przejmował funkcję operacyjno-obronną swojego obszaru terytorialnego.

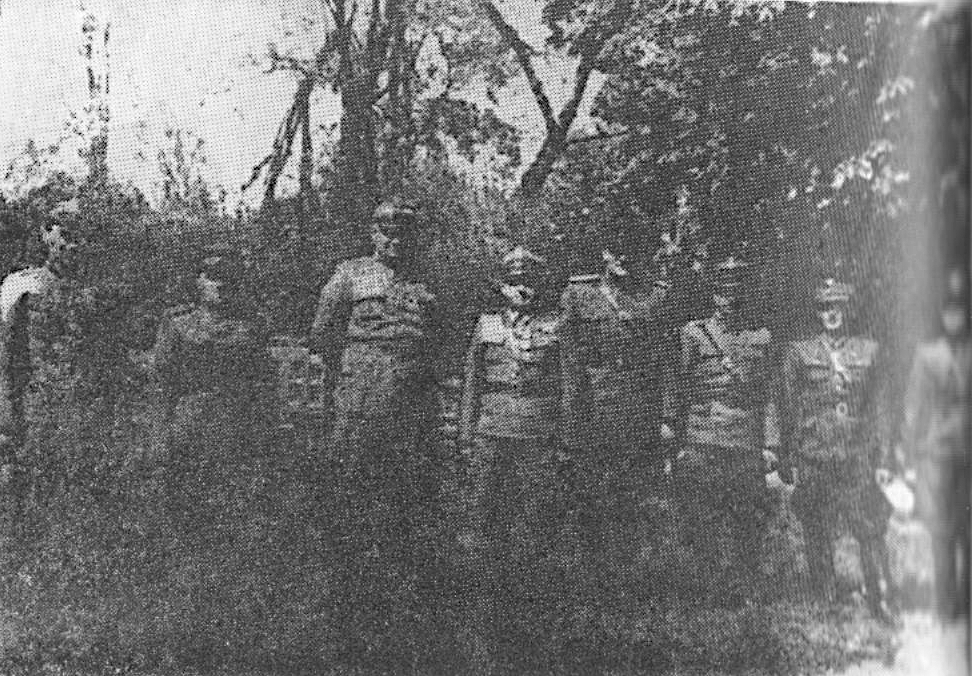
Generał broni Stanisław Popławski d-ca Śląskiego Okręgu Wojskowego w otoczeniu d-ców i z-ców d-ców ds. polityczno-wychowawczych 1, 10 i 11 Oddziałów Ochrony Pogranicza (czerwiec 1946)

Jesienią 1945 przy Dowództwie Śląskiego OW został sformowany Wydział Wojsk Ochrony Pogranicza I kategorii. Na stanowisko szefa wydziału został wyznaczony ppłk Mikołaj Grajworoński. Szefowi wydziału podlegał 1, 10 i 11 Oddział Ochrony Pogranicza oraz cztery samodzielne kompanie łączności. We wrześniu 1946 wydział został rozformowany, a 1 Łużycki Oddział WOP, 10 Katowicki Oddział WOP i 11 Wrocławski Oddział WOP podporządkowane bezpośrednio szefowi Departamentu WOP w Warszawie.
W marcu 1946 siedziba dowództwa Okręgu Wojskowego Śląsk została przeniesiona z Katowic do Wrocławia. Z dniem 15 listopada 1946 Dowództwo Okręgu Wojskowego Śląsk nosiło nazwę Dowództwo Okręgu Wojskowego nr IV (DOW IV), która obowiązywała do 1953. W 1947 dowództwo okręgu podporządkowano bezpośrednio Dowództwu Wojsk Lądowych. Do koncepcji tej ponownie wrócono 22 grudnia 1997.
Żołnierze Okręgu do 1948 brali udział w rozminowaniu terenu usuwając: 3,5 mln min, 7 mln sztuk niewypałów, bomb i pocisków. 4 marca 1949 rozwiązano Okręg Wojskowy Poznań, a stacjonujące na jego terenie oddziały włączono w skład Śląskiego Okręgu Wojskowego. W 1950, w wyniku zmiany podziału administracyjnego kraju w granicach ŚOW znalazło się 5 województw: wrocławskie, poznańskie, katowickie, opolskie, zielonogórskie.

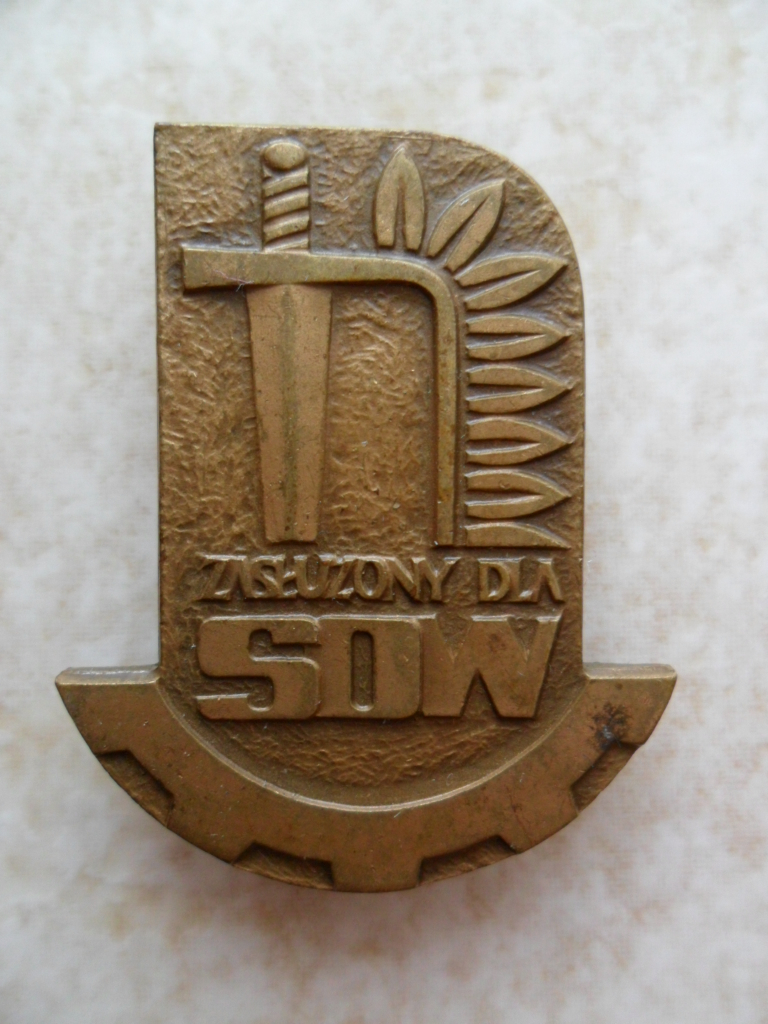
Odznaka "Zasłużony dla SOW"

Na początku lat 60. nastąpił podział sił zbrojnych na wojska operacyjne i obrony terytorialnej. Na bazie jednostek operacyjnych Śląskiego Okręgu Wojskowego na wypadek wojny miała być formowana 2 Armia Ogólnowojskowa, która wchodziła w skład Frontu Polskiego wydzielanego do Zjednoczonych Sił Zbrojnych Układu Warszawskiego.
W listopadzie 1973 żołnierze Okręgu rozpoczęli służbę w składzie Doraźnych Sił Zbrojnych ONZ, nadzorujących rozejm na Bliskim Wschodzie. Od tej pory w kolejnych zmianach spełniali oni zadania w Egipcie, Syrii, Namibii, Saharze, Kambodży, Iranie, Iraku i krajach byłej Jugosławii. Oficerowie Okręgu byli i są obserwatorami ONZ we wszystkich zapalnych punktach świata, a działalność tę prowadzą już od 1953. W latach 1953 –1957 i od 1973 oficerowie SOW brali udział w Komisji Nadzoru i Kontroli w Indochinach (Wietnam, Laos, Kambodża).
W wyniku kolejnego podziału administracyjnego kraju w 1975, Śląski Okręg Wojskowy objął swoim zasięgiem 13 województw. Doszły województwa: częstochowskie, jeleniogórskie, wałbrzyskie, legnickie, leszczyńskie, kaliskie, sieradzkie i gorzowskie.
Lata 90. to okres restrukturyzacji Wojska Polskiego. W podporządkowaniu Okręgu było 5 rozwiniętych dywizji i szereg jednostek wsparcia, a liczba żołnierzy dochodziła do 100 tysięcy. W 1993, w związku z powstaniem Krakowskiego Okręgu Wojskowego, zmniejszono obszar ŚOW o województwa: katowickie i częstochowskie. Śląski Okręg Wojskowy obejmował swym zasięgiem 11 województw: gorzowskie, jeleniogórskie, kaliskie, legnickie, leszczyńskie, opolskie, poznańskie, sieradzkie, wałbrzyskie, wrocławskie, zielonogórskie.
Od 1998 Śląski Okręg Wojskowy obejmuje 9 województw: lubuskie, dolnośląskie, opolskie, śląskie, małopolskie, podkarpackie, lubelskie, świętokrzyskie i łódzkie. ŚOW to jeden z dwóch istniejących okręgów wojskowych. Obejmuje swoim obszarem 143 tys. km² powierzchni kraju. W jego granicach żyje 21 mln obywateli Rzeczypospolitej. Reorganizacja Sił Zbrojnych RP dokonana w II poł. lat 90. oraz na początku obecnej dekady XXI w. spowodowała, że rozwiązano wiele jednostek wojskowych, w tym tak zasłużone dla Wojska Polskiego jednostki operacyjne ŚOW jak:
- 5 Kresowa Dywizja Zmechanizowana im. Króla Bolesława Chrobrego (rozwiązana 31 grudnia 1998),
- 10 Sudecka Dywizja Zmechanizowana w Opolu (rozwiązana 11 listopada 1999),
- 4 Lubuska Dywizja Zmechanizowana im. płk. Jana Kilińskiego w Krośnie Odrzańskim (rozwiązana 31 marca 2001).

Jedyną dywizją, która przetrwała okres restrukturyzacji w Śląskim Okręgu Wojskowym była 11 Lubuska Dywizja Kawalerii Pancernej im. Króla Jana III Sobieskiego, która przeszła w podporządkowanie 2 Korpusu Zmechanizowanego w Krakowie.
Przełomem rozpoczynającym nową rozdział dziejach Śląskiego Okręgu Wojskowego było wstąpienie Polski do NATO. Od momentu wstąpienia do NATO, żołnierze Okręgu brali udział w sojuszniczych ćwiczeniach i operacjach: Dynamic Response '99, Allied Effort '01, Strong Resolve i Eduring Freedom '02. Od 2000 żołnierze Okręgu, wchodząc w skład kontyngentu sił NATO w Kosowie rozpoczęli pełnienie swojej pierwszej misji wojskowej jako członkowie sojuszu.
W 2001 Okręg przekazał jednostki operacyjne koncentrując się na obronie terytorialnej. Okręg przejął zadania zabezpieczenia logistycznego, obrony terytorialnej, administracji wojskowej oraz wypełniania jakże ważnej funkcji państwa-gospodarza, co stanowiło novum w polskich Siłach Zbrojnych. W tym okresie powstały nowe jednostki wojskowe. Podjęto decyzję o utworzeniu 5 batalionów ratownictwa inżynieryjnego. Bardzo ważne miejsce w działalności Okręgu zajmują zadania logistyczne. W strukturze Okręg posiada cztery Rejonowe Bazy Materiałowe: we Wrocławiu, Nowogrodzie Bobrzańskim, Łodzi i Stawach, które zajmują się pokojowym i wojennym zaopatrywaniem jednostek własnych i sojuszniczych działających na terenie Okręgu. W marcu 2004 przyjęto w podporządkowanie Okręgu 1 Dębliński Pułk Drogowo-Mostowy oraz 10 Brygadę Logistyczną z Opola.
W okresie przebudowy Sił Zbrojnych RP, po 2001 zasadniczym zadaniem SOW było wspieranie działań bojowych prowadzonych przez wojska operacyjne, obrona przydzielonych obszarów, rejonów i obiektów, współdziałanie z układem pozamilitarnym oraz zabezpieczenie wszelkich potrzeb wojsk sojuszniczych mogących stacjonować na terytorium okręgu.

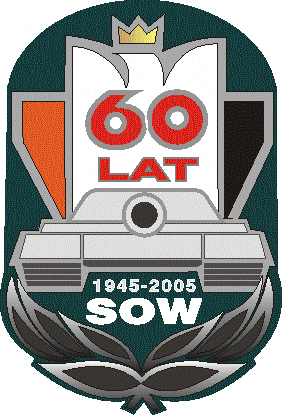
Odznaka pamiątkowa wydana na 60-lecie ŚOW

## Skład jednostek Okręgu
Stan w 1945
- 7 Łużycka Dywizja Piechoty
- 10 Sudecka Dywizja Piechoty
- 11 Dywizja Piechoty
- 13 Dywizja Piechoty
- 1 Korpus Pancerny (do 6 października)
- 1 Brygada Artylerii Ciężkiej
- 4 Brygada Artylerii Przeciwpancernej
- 1 samodzielny pułk moździerzy
- 1 samodzielny pułk łączności
- 4 samodzielny batalion łączności
- 7 samodzielny zmotoryzowany batalion saperów
- jednostki zabezpieczenia dowodzenia, szpitale, 21 komend uzupełnień.

Stan w 1985
- 2 Warszawska Dywizja Zmechanizowana im. gen. Henryka Dąbrowskiego (Nysa)
- 4 Pomorska Dywizja Zmechanizowana im. Jana Kilińskiego (Krosno Odrzańskie)
- 5 Saska Dywizja Pancerna im. gen. bryg. Aleksandra Waszkiewicza (Gubin)
- 10 Sudecka Dywizja Pancerna im. Bohaterów Armii Radzieckiej (Opole)
- 11 Drezdeńska Dywizja Pancerna im. Jana III Sobieskiego (Żagań)
- 3 Warszawska Brygada Artylerii /Rakiet Operacyjno-Taktycznych/ (Biedrusko)
- 5 Pomorska Brygada Artylerii Armat (Głogów)
- 18 Brygada Artylerii /Rakiet Operacyjno Taktycznych/ im. gen. dyw. Franciszka Jóźwiaka (Bolesławiec)
- 20 pułk artylerii przeciwpancernej (Pleszew)
- 91 Wejherowski pułk artylerii przeciwpancernej (Gniezno)
- 1 Warszawska Brygada Saperów (Brzeg)
- 4 Łużycka Brygada Saperów (Gorzów Wielkopolski)
- 6 pułk zabezpieczenia (Wrocław)
- 10 Saski pułk łączności (Wrocław)
- 11 Polowa Techniczna Baza Rakietowa w Skwierzynie (rozformowana 31 grudnia 1992).

Stan w 2008
- 3 Zamojska Brygada Obrony Terytorialnej w Zamościu (od 1996 do 2008 r.)
- 10 Opolska Brygada Logistyczna im. płk. Piotra Wysockiego w Opolu
- 14 Brygada Obrony Terytorialnej Ziemi Przemyskiej im. Hetmana Polnego Koronnego Jerzego Sebastiana Lubomirskiego w Przemyślu
- 22 Karpacka Brygada Piechoty Górskiej Obrony Terytorialnej w Kłodzku
- 3 Zamojski batalion Obrony Terytorialnej w Zamościu (od 2008 r.)
- 23 Śląska Brygada Artylerii w Bolesławcu (do około 1998 r.)
- 1 Dębliński pułk drogowo-mostowy im. Romualda Traugutta w Dęblinie
- 1 Batalion Ratownictwa Inżynieryjnego w Krośnie Odrzańskim
- 2 Brzeski batalion ratownictwa inżynieryjnego im. gen. bryg. Mieczysława Dąbkowskiego w Brzegu
- 3 Batalion ratownictwa inżynieryjnego im. płk. Rudolfa Matuszka w Nisku
- 4 Głogowski batalion ratownictwa inżynieryjnego w Głogowie
- 5 Dębliński batalion ratownictwa inżynieryjnego im. płk. Władysława Frączka w Dęblinie
- 2 batalion dowodzenia Śląskiego Okręgu Wojskowego we Wrocławiu
- 28 batalion dowozu amunicji  w Skwierzynie (rozformowany 31 grudnia 2008)
- 22 Polowa Techniczna Baza Przeciwlotnicza w Skwierzynie (rozformowana 31 grudnia 2011)
- 55 batalion remontowy w Opolu
- 91 batalion zaopatrzenia w Komprachcicach (rozformowany 31 grudnia 2008)
- 97 batalion zaopatrzenia MPS  w Wędrzynie (rozformowany 31 grudnia 2008)
- 107 batalion zaopatrzenia  w Krapkowicach (rozformowany 31 grudnia 2008)
- 2 kompania regulacji ruchu w Oleśnicy
- 8 kompania rurociągów dalekosiężnych (rozformowany 31 grudnia 2008)
- 96 kompania transportu sprzętu ciężkiego w Oleśnicy
- Ośrodek Metrologii Śląskiego Okręgu Wojskowego w Oleśnicy
- 6 Ośrodek Przechowywania Sprzętu w Głogowie
- 12 Ośrodek Przechowywania Sprzętu w Nisku
- 3 Rejonowa Baza Materiałowa w Łodzi
- 5 Rejonowa Baza Materiałowa w Nowogrodzie Bobrzańskim
- 6 Rejonowa Baza Materiałowa we Wrocławiu
- 7 Rejonowa Baza Materiałowa w Stawach
- 2 Okręgowe Warsztaty Techniczne w Jastrzębiu
- 4 Okręgowe Warsztaty Techniczne w Żurawicy
- 9 Rejonowe Warsztaty Techniczne w Krośnie Odrzańskim
- 10 Rejonowe Warsztaty Techniczne w Oleśnicy
- 20 Rejonowe Warsztaty Techniczne w Lublinie
- 21 Rejonowe Warsztaty Techniczne im. Hetmana Wielkiego Koronnego Mikołaja Kamienieckiego w Rzeszowie
- 2 Szpital Operacji Pokojowych we Wrocławiu
- Wojewódzki Sztab Wojskowy w Katowicach
- Wojewódzki Sztab Wojskowy w Kielcach
- Wojewódzki Sztab Wojskowy w Krakowie
- Wojewódzki Sztab Wojskowy w Lublinie
- Wojewódzki Sztab Wojskowy w Łodzi
- Wojewódzki Sztab Wojskowy w Opolu
- Wojewódzki Sztab Wojskowy w Rzeszowie
- Wojewódzki Sztab Wojskowy we Wrocławiu
- Wojewódzki Sztab Wojskowy w Zielonej Górze
- Ośrodek Szkolenia Poligonowego Wojsk Lądowych im. gen. dyw. Zbigniewa Ohanowicza w Żaganiu
- Ośrodek Szkolenia Poligonowego Wojsk Lądowych im. płk. Jana Szypowskiego "Leśnika" w Nowej Dębie
- Ośrodek Szkolenia Poligonowego Wojsk Lądowych w Wędrzynie
- Ośrodek Szkolenia Piechoty Górskiej "Jodła" w Zieleńcu (Dusznikach-Zdroju)
- Wojskowa Komenda Transportu w Katowicach
- Wojskowa Komenda Transportu w Krakowie
- Wojskowa Komenda Transportu w Lublinie
- Wojskowa Komenda Transportu we Wrocławiu.

## Dowódcy Okręgu

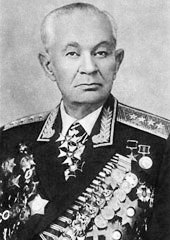
gen. armii Stanisław Popławski
(17.09.1945 – 12.11.1947)

- gen. dyw. Stanisław Popławski – 17 września 1945 – 12 listopada 1947
- gen. bryg. Stanisław Daniluk-Daniłowski – 13 listopada 1947 – 10 marca 1949
- gen. dyw. Wsiewołod Strażewski – 10 marca 1949 – 5 listopada 1956
- cz.p.o. gen. bryg. Ostap Steca – 31 grudnia 1954 – 6 grudnia 1955
- gen. dyw. Czesław Waryszak – 6 listopada 1956 – 15 stycznia 1964
- gen. dyw. Eugeniusz Molczyk – 15 stycznia 1964 – 10 kwietnia 1968
- gen. dyw. Florian Siwicki – 11 kwietnia 1968 – 18 maja 1971
- gen. dyw. Józef Kamiński – 19 maja 1971 – 14 października 1975
- gen. dyw. Henryk Rapacewicz - 15 listopada 1975 – 17 października 1984
- cz.p.o. gen. dyw. Zbigniew Ohanowicz - 13 października 1977 – 26 lutego 1978
- gen. bryg. Jan Kuriata - 19 października 1984 – 19 października 1987
- gen. dyw. Henryk Szumski - 19 października 1987 – 4 września 1989
- gen. dyw. Tadeusz Wilecki - 4 września 1989 – 4 sierpnia 1992
- gen. dyw. Janusz Ornatowski - 2 września 1992 – 20 listopada 1996
- gen. dyw. Antoni Walczak - 20 listopada 1996 – 2 kwietnia 1998
- gen. dyw. Adam Rębacz - 3 kwietnia 1998 – 19 maja 2001

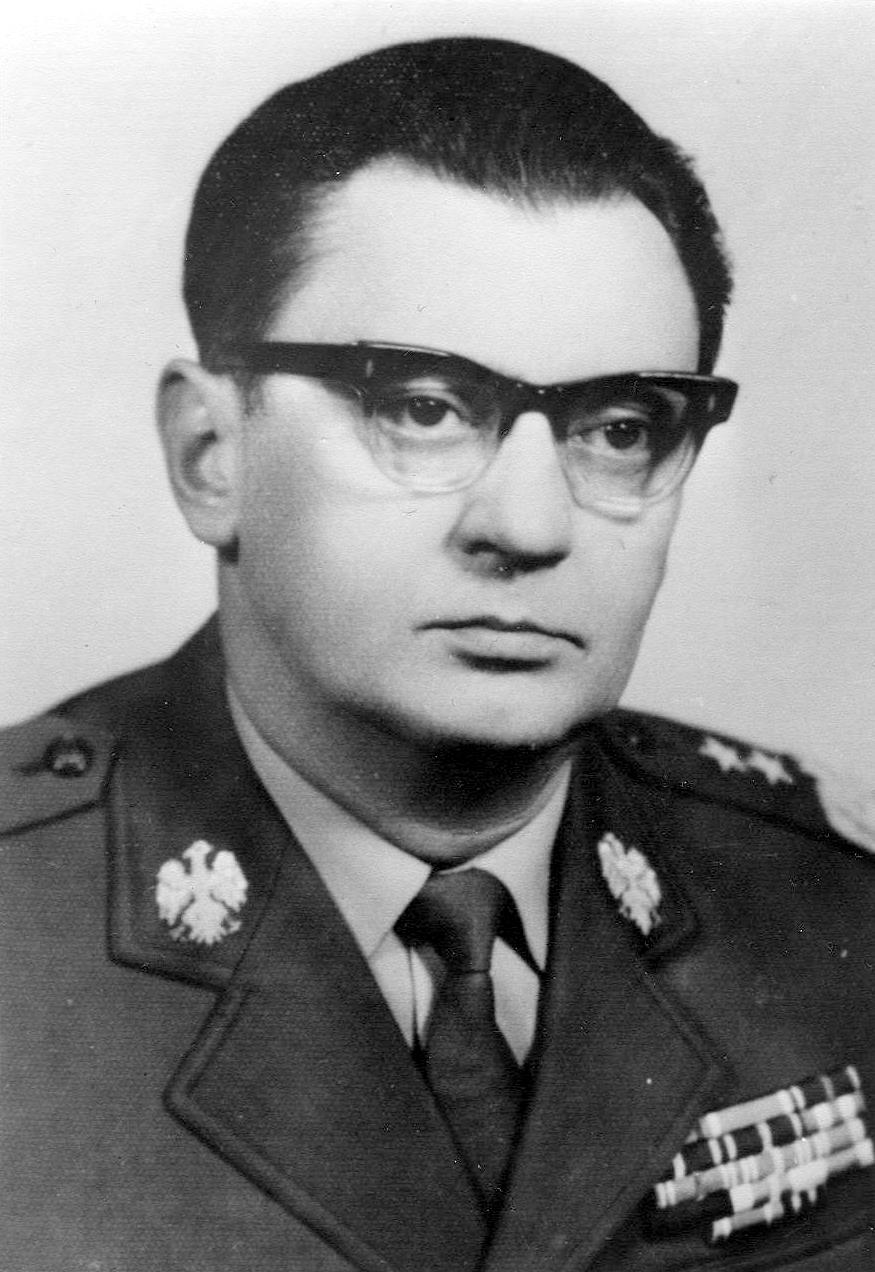
gen. dyw. Florian Siwicki
(11.04.1968 – 18.05.1971)

- gen. dyw. Jerzy Baranowski - 19 maja 2001 – 5 marca 2004
- gen. dyw. Ryszard Lackner - 1 marca 2004 – 31 stycznia 2006
- gen. dyw. Fryderyk Czekaj - 31 marca 2006 – 1 września 2007
- gen. dyw. Zbigniew Głowienka - 1 września 2007 – 14 sierpnia 2009
- gen. bryg. Zbigniew Smok - od 14 sierpnia 2009, ostatni etatowy dowódca SOW
- płk Jan Pawlik - od 1 grudnia 2011[1].

## Odznaka Okręgu
Na odznace znajduje się znak husarii oraz czołg. Nawiązanie do historii pierwszej ciężkiej polskiej formacji konnej i zestawienie jej z głównym uzbrojeniem Śląskiego Okręgu Wojskowego wskazuje na wielowiekową tradycję kultywowaną przez żołnierzy Okręgu. Dawniej pióra straszyły przeciwników dziś dumnie wzniesiona lufa czołgu ma dać mieszkańcom poczucie bezpieczeństwa. Skrót nazwy okręgu umieszczony jest pod czołgiem.